# Stein (Média Francónia)
Stein  é uma cidade francônia no estado da Baviera, Alemanha. Localiza-se na região administrativa da Média Francónia, no distrito Fürth, perto de Nuremberg.
Stein é a sede da empresa transnacional Faber-Castell que produz utensílios de escritório.

## Geografia

### Bairros
- Stein mit Deutenbach
- Unterweihersbuch
- Oberweihersbuch
- Bertelsdorf
- Eckershof
- Gutzberg
- Loch
- Unterbüchlein
- Oberbüchlein
- Sichersdorf